# Pitepalt

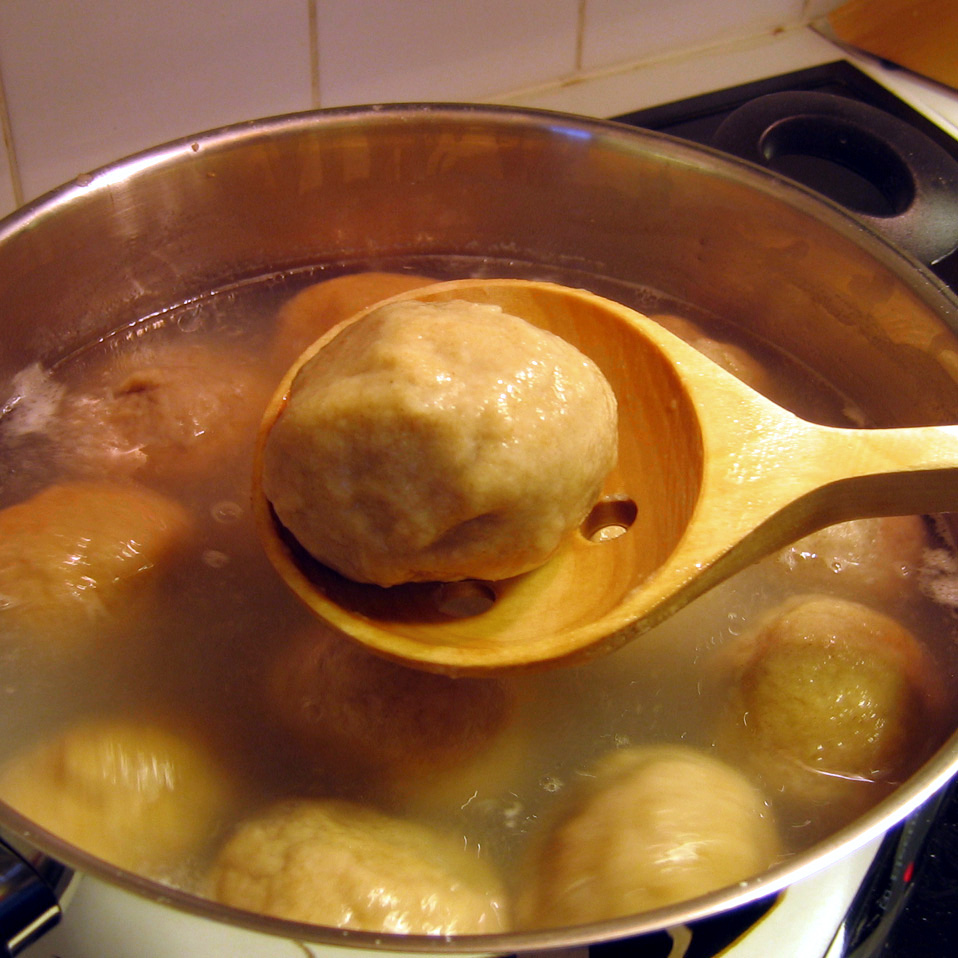
Pitepalt.

Le pitepalt est une spécialité culinaire suédoise. C'est une variante locale du kroppkaka, dont la ville de Piteå s'est fait une spécialité, bien qu'il soit consommé dans l'ensemble du pays.
Ce plat suédois a beaucoup de variantes. Les pitepalt sont la plupart du temps faits de pommes de terre crues et de farine d'orge, ce qui n'est pas le cas du kroppkaka. On ajoute également des oignons, du sel et du porc haché.